# Inna Simonowa
Inna Walerjewna Simonowa (kasachisch Инна Валерьевна Симонова; * 30. September 1990 in Oral) ist eine ehemalige kasachische Shorttrackerin.

## Werdegang
Simonowa trat international erstmals bei den Juniorenweltmeisterschaften 2006 in Miercurea Ciuc in Erscheinung, wobei sie den 26. Platz im Mehrkampf und den 14. Platz mit der Staffel errang. In den folgenden Jahren kam sie bei den Juniorenweltmeisterschaften 2008 in Bozen auf den 26. Platz im Mehrkampf sowie auf den 12. Rang mit der Staffel, bei den Juniorenweltmeisterschaften 2009  in Sherbrooke auf den 31. Platz im Mehrkampf und bei den Weltmeisterschaften 2009 in Wien auf den 29. Platz im Mehrkampf. Im Oktober 2006 erreichte sie in Changchun mit dem zehnten Platz über 1500 m ihre einzige Top-Zehn-Platzierung im Weltcupeinzel. In der Saison 2009/10 belegte sie bei den Juniorenweltmeisterschaften 2010 in Taipeh den 17. Platz im Mehrkampf und bei den Weltmeisterschaften 2010 in Sofia den 39. Rang im Mehrkampf. Bei den Winter-Asienspielen 2011 in Astana gewann sie die Bronzemedaille mit der Staffel. In der Saison 2013/14 lief sie bei den Weltmeisterschaften 2014 in Montreal auf den 25. Platz im Mehrkampf und bei den Olympischen Winterspielen 2014 in Sotschi jeweils auf den 25. Platz über 500 m und über 1500 m sowie auf den 21. Rang über 1000 m. Zudem absolvierte sie im November 2013 in Kolomna ihren letzten Weltcup, welchen sie auf dem 39. Platz über 1000 m beendete.

## Erfolge

### Olympische Spiele
- 2014 Sotschi: 21. Platz 1000 m, 25. Platz 500 m, 25. Platz 1500 m

### Shorttrack-Weltmeisterschaften
- 2009 Wien: 26. Platz 1000 m, 28. Platz 500 m, 29. Platz Mehrkampf, 30. Platz 1500 m
- 2010 Sofia: 38. Platz 500 m, 39. Platz 1000 m, 39. Platz Mehrkampf, 39. Platz 1500 m
- 2014 Montreal: 17. Platz 1000 m, 25. Platz Mehrkampf, 26. Platz 1500 m, 30. Platz 500 m

## Persönliche Bestleistungen
| Disziplin | Zeit         | Datum              | Ort      |
| --------- | ------------ | ------------------ | -------- |
| 500 m     | 44,208 s     | 14. November 2013  | Kolomna  |
| 1000 m    | 1:31,151 min | 27. September 2013 | Shanghai |
| 1500 m    | 2:30,499 min | 15. Februar 2014   | Sotschi  |